# Dyenmonus fissilis
Dyenmonus fissilis is een keversoort uit de familie boktorren (Cerambycidae). De wetenschappelijke naam van de soort is voor het eerst geldig gepubliceerd in 1913 door Aurivillius.